# Baśnie (komiks)
Baśnie (tytuł oryginału: Fables) – amerykańska seria komiksowa, której twórcami są Bill Willingham (scenariusz) oraz Mark Buckingham, Craig Hamilton, Steve Laialoha i Lan Medina (rysunki). Jest to wielokrotnie nagradzana opowieść o postaciach z baśni, których świat miesza się ze światem ludzi.
Baśnie ukazywały się od maja 2002 do lipca 2015 roku w formie miesięcznika nakładem wydawnictwa DC Comics w imprincie Vertigo. Łącznie ukazało się 150 zeszytów. Po polsku serię opublikowało wydawnictwo Egmont Polska w latach 2007–2017 w formie tomów zbiorczych.
14 Sierpnia 2023 roku, Bill Willingham, autor komiksów wyrzekł się praw autorskich, oddając je w domenę publiczną. Spowodowane było to brakiem kooperacji między wydawnictwem a autorem.

## Tomy zbiorcze
| Tom | Tytuł polski                          | Tytuł oryginału                     | Zeszyty zebrane w tomie                                                             |
| --- | ------------------------------------- | ----------------------------------- | ----------------------------------------------------------------------------------- |
| 1   | Na wygnaniu (2007)                    | Legends in Exile (2003)             | Fables #1–5 i opowiadanie A Wolf in the Fold (Wilk w owczarni)                      |
| 2   | Folwark zwierzęcy (2008)              | Animal Farm (2003)                  | Fables #6–10                                                                        |
| 3   | Kroniki miłosne (2008)                | Storybook Love (2004)               | Fables #11–18                                                                       |
| 4   | Marsz drewnianych żołnierzyków (2009) | March of the Wooden Soldiers (2004) | Fables #19–21, 23–27 i pojedynczy zeszyt The Last Castle (Ostatni bastion)          |
| 5   | Cztery pory roku (2009)               | The Mean Seasons (2005)             | Fables #22, 28–33                                                                   |
| 6   | Strony rodzinne (2010)                | Homelands (2006)                    | Fables #34–41                                                                       |
| 7   | Arabskie noce (i dnie) (2010)         | Arabian Nights (and Days) (2006)    | Fables #42–47                                                                       |
| 8   | Wilki (2011)                          | Wolves (2006)                       | Fables #48–51, mapy Baśniogrodu i Folwarku, scenariusz do zeszytu #50               |
| 9   | Synowie Imperium (2012)               | Sons of Empire (2007)               | Fables #52–59                                                                       |
| 10  | Dobry książę (2012)                   | The Good Prince (2008)              | Fables #60–69                                                                       |
| 11  | Wojna o pokój (2013)                  | War and Pieces (2008)               | Fables #70–75, szkice autorstwa Marka Buckinghama                                   |
| 12  | Czasy mroku (2013)                    | The Dark Ages (2009)                | Fables #76–82                                                                       |
| 13  | Wielki baśniowy crossover (2015)      | The Great Fables Crossover (2010)   | Fables #83–85 i zeszyty serii pobocznych: Jack of Fables #33–35 i The Literals #1–3 |
| 14  | Wiedźmy (2015)                        | Witches (2010)                      | Fables #86–93                                                                       |
| 15  | Róża Czerwona (2015)                  | Rose Red (2011)                     | Fables #94–100                                                                      |
| 16  | Superdrużyna (2016)                   | Supergroup (2011)                   | Fables #101–107                                                                     |
| 17  | Dziedzictwo wiatru (2016)             | Inherit the Wind (2012)             | Fables #108–113                                                                     |
| 18  | Maluchy w Krainie Zabawek (2016)      | Cubs in Toyland (2013)              | Fables #114–123                                                                     |
| 19  | Królewna Śnieżka (2016)               | Snow White (2013)                   | Fables #124–129                                                                     |
| 20  | Camelot (2017)                        | Camelot (2014)                      | Fables #130–140                                                                     |
| 21  | Długo i szczęśliwie (2017)            | Happily Ever After (2015)           | Fables #141–149                                                                     |
| 22  | Pożegnanie (2017)                     | Farewell (2015)                     | Ostatni tom serii, zawierający Fables #150 oraz niepublikowane wcześniej dodatki    |

## Poza serią
- Baśnie z 1001 nocy Królewny Śnieżki (Fables: 1001 Nights of Snowfall, 2006, wyd. pol. 2008) – zbiór opowiadań graficznych, będących prequelem do serii Baśnie; scenariusz: Bill Willingham, rysunki: Charles Vess, Brian Bolland, John Bolton, Michael Wm. Kaluta, James Jean, Tara McPherson, Derek Kirk Kim, Esao Andrews, Mark Buckingham, Mark Wheatley, Jill Thompson.